# 근북면
근북면(近北面)은 대한민국 강원특별자치도 철원군의 면이다. 김화읍에서 행정을 대행한다.

## 개요
1962년까지 대한민국의 김화군이었다. 면의 절반이 군사분계선 이북 지역이다.

## 인구 분포
약 110명을 보유하고 있는 주민 대부분은 유곡리에만 거주하며, 그 외의 다른 지역은 민간인출입통제구역에 속하여 주민이 거주하지 않는다. 따라서 대한민국에서 인구가 가장 적은 면으로 분류된다.

## 행정 구역
| 법정리 | 한자명 | 행정리 | 비고           |
| ------ | ------ | ------ | -------------- |
| 유곡리 | 楡谷里 | 유곡리 |                |
| 금곡리 | 金谷里 | -      | 거주 인구 없음 |
| 백덕리 | 柏德里 | -      | 거주 인구 없음 |
| 율목리 | 栗木里 | -      | 거주 인구 없음 |

### 군사분계선 이북지역
- 두촌리(옛 근북면사무소 소재지) 등 4개리

군사분계선 이북의 근북면 지역은 북측 행정구역상 평강군에 속하였으나, 최근 원래대로 김화군으로 환원된 것으로 추정된다.